# Bitva u Poitiers (1356)
Bitva u Poitiers (též bitva u Maupertuis), která se odehrála 19. září 1356, je jednou z velkých bitev ve stoleté válce (další jsou například bitva u Kresčaku a bitva u Azincourtu), ve které bojovali na jedné straně Francouzi a Skotové proti Angličanům a Vlámům. Proti sobě stáli Angličané vedeni Černým princem (princem z Walesu) a Francouzi vedeni králem Janem II. Dobrým.
Anglické vojsko mělo 6000 mužů, z toho 3000 obrněnců, 2000 lučištníků a 1000 mužů lehké pěchoty a zaujalo pozici na hřebenu kopce. Princova divize doplněna jízdním oddílem zůstala vzadu jako záloha.
Francouzská armáda čítala mezi 14 000 a 16 000 muži a byla rozdělena do čtyř divizí. Na rozkaz krále Jana museli bojovat rytíři a obrněnci bez koní a jejich kopí bylo zkráceno pro boj zblízka na 1,5 m.

## Výzbroj a složení obou armád
Francouzská armáda byla složena ze šlechticů a z jejich doprovodu, což byly většinou špatně vycvičené místní pomocné oddíly, které byly doplněny o oddíly žoldnéřů (např. janovští střelci s kuší, kteří stříleli 4× pomaleji než angličtí lučištníci, ale zato účinněji). Na začátku stoleté války se projevila neschopnost spolupráce mezi šlechtickou jízdou a zbytkem pěchoty.
Anglická armáda se skládala ze šlechtické jízdy a ze svobodných sedláků jako lučištníků, kteří dostávali plat. Byla to nejprofesionálnější a nejvycvičenější armáda v té době.
Zbraně a výzbroj byly podobné. Obě strany měli obrněnce (rytíře), kteří měli podobnou výzbroj: meč, kopí, dýku, někdy i válečný kyj, helmu, štít a ostruhy. Rytíři měli tři ozbrojené průvodce. Starali se o zbroj, o koně a o pomoc při nasedání a sesedání. Kromě toho mívali i dva obrněné lučištníky a jednoho muže s oštěpem. Všichni tvořili skupinu zvanou kopí. Obrněnec měl tři až čtyři koně (z toho dva destriery – těžké válečné oře), kteří měli „chanfron“ přes hlavu, „crinet“ kryl krk, hruď chránil „peytral“. Kompletní koňská výzbroj pak vážila kolem 35 kg.
Plátové odění znamenalo omezení pohyblivosti, ale také ochranu proti šípům. Vyvinulo se z kroužkového nebo šupinového odění.

## Průběh bitvy

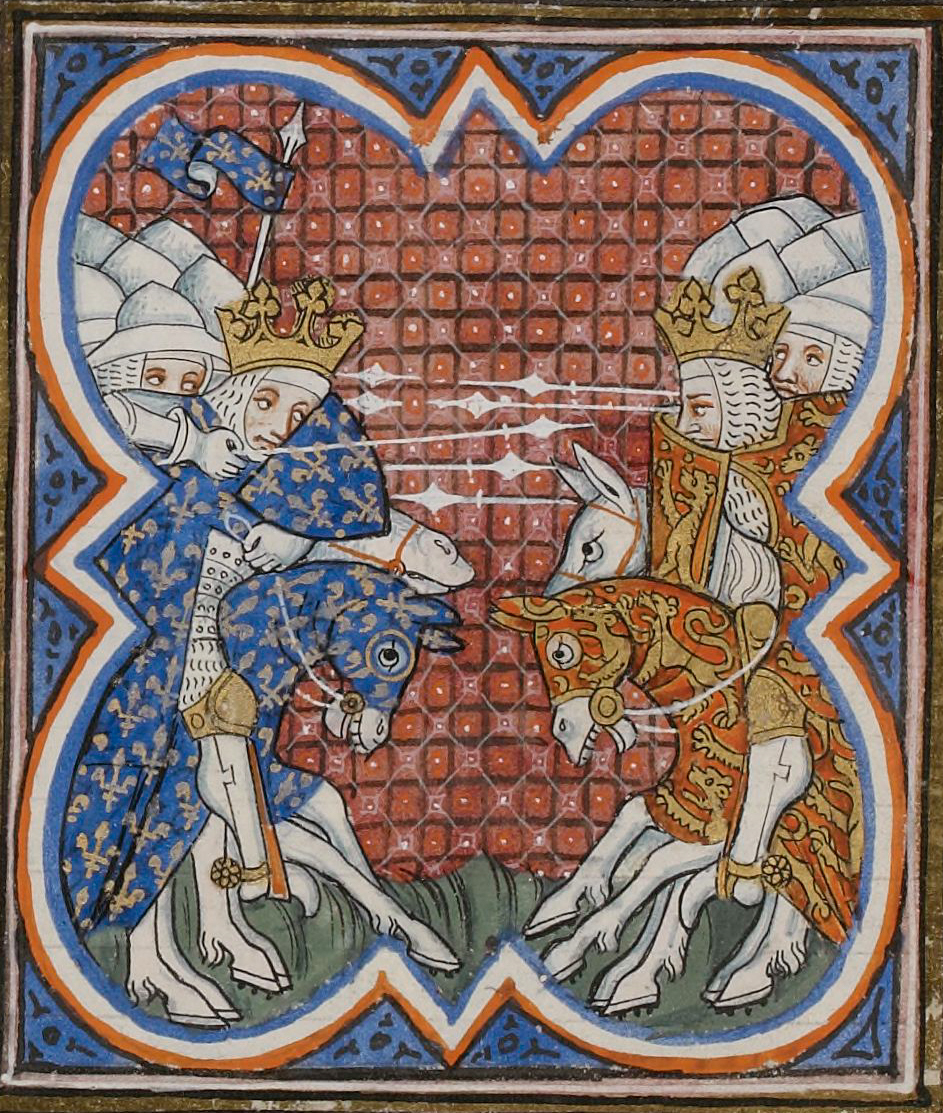
Iluminace bitvy z 15. století

Anglické šípy se odrážely od plátového brnění francouzské jízdy, proto angličtí lučištníci nacházející se na levém křídle zaujali pozici ještě více doleva do bažin, kde byli chráněni před rytířskými oddíly. Zde odrazili útok francouzské jízdy, na kterou zaútočili zezadu, protože koně Francouzů nebyli zezadu nijak chráněni. Poté přešli francouzští obrněnci na boj zblízka s převahou opěšalých francouzských rytířů, ale jejich útok byl opět odražen. Po nich následoval další útok, ale anglickým lučištníkům došly šípy, tak se rozhodli bojovat zblízka, kde měli převahu, jelikož neměli brnění, a tak se mohli lépe pohybovat. Jakmile to zjistil Černý princ, posadil své muže na koně a zaútočil z pahorku dolů na francouzskou formaci, která se pod tlakem křídelního útoku porušila, začala ustupovat, následně zpanikařila a vojsko se rozprchlo. Angličané poté mnoho Francouzů zajali včetně krále Jana a jeho syna Filipa.